# Браннически лист
„Браннически лист“ е български вестник, излизал от февруари до март 1942 година в Куманово по време на Българското управление във Вардарска Македония.
Подзаглавието е Издава 64 бранническа дружина „Пчиня“ – Куманово. Редактор е дружинният командир М. К. Петков. В редакцията влизат и Г. Ив. Мирчанов, Лазар Кр. Лазаров, Тод. Й. Кусигеров, Велка Ст. Кайтазова. Тиражът е 3000 броя.